# Дизниленд (Шангај)
Шангај Дизниленд је тематски парк смештен у Новом граду Чуанша, Пудонг, Шангај, Кина, који је део одмаралишта Шангај Дизни. Парк је основала Америчка компанија „Волт Дизни”, као шести забавни парк америчке компаније у свету, и први у копненом делу Кине, јер већ постоји један у Хонгконгу, Радови на овом пројекту су почели 2011. године, а шангајски тематски парк се протеже на око 3,9 квадратних километара.

## Опште информације
Изградња „Шангај Дизниленда”, која је започела 8. априла 2011. године на површини од 3,9 квадратних километара, коштала је 5,5 милијарди долара, и представља једну од највећих иностраних инвестиција у Кини икада, у тренутку када је раст друге највеће светске економије пао на најнижи ниво за четврт века.
Шангајски Дизниленд парк је нова варијација традиционалних "Дизниленд" паркова који се налазе широм света, и не укључује многе карактеристике које се налазе у већини других "Дизниленд паркова". Одступајући од традиционалног Дизнијевог дизајна „хуб анд споке“, овај парк не укључује конвенционално чвориште, нити укључује железничку атракцију која окружује парк. Као замена за „чвориште“, центар парка има колекцију вртова од 11 хектара. 
По први пут у историји Дизнијевог парка, Дамбо вртешка и вожње у парку су испред замка парка, а не иза њега. За разлику од других паркова у стилу Дизниленда овај парк не укључује "Фронтиерленд", нити област "Маин Стреет УСА". 
Парк има следећих седам тематских целина: Микијева авенија (Mickey Avenue), Fantasyland, Gardens of Imagination, Tomorrowland, Земља приче о играчкама (Toy Story Land), Treasure Cove, y Adventure Isle.

### Микијева авенија
Микијева авенија, која се налази на улазу у парк, је еквивалент парку Main Street, U.S.A. Авенија  је инспирисана личностима из Дизнијевих цртаних ликова као што су Мики Маус, Мини Маус, Доналд Дак и Чип и Дејл, као и из ових Дизнијевих филмова: 
- Мућкалица (енгл Ratatouille) рачунарски-анимирану филмску комедију из 2007. године, снимљена у Пиксаровој продукцији и  режији Бред Берд,

- Три кабаљероса или Три коњаника (енгл The Three Caballeros), целовечерни анимирани филм снимљен 1944.  у режији Норма Фергусона
- Маза и Луња (енгл. Lady and the Tramp)  амерички мјузикл љубавни филм из 1955. године који јережирао Чарли Бин, а писци сценарија су Ендру Буџалски и Кари Гренлуд, у продукцији Walt Disney Pictures.[1]

Avenue M Arcade  је највећа продавница поклона у парку,   направљена по узору на Carthay Circle Theatre.
На улазу се налази велики торањ са сатом, инспирисан класичним дизајном сатова Мики Мауса, и фокусом на све Дизнијеве ликове које познајемо и волимо. 
Статуе Приповедача, која приказује младог Волта Дизнија и Микија Мауса,   налазе се на крају Микијеве авеније и испред Врта маште.

### Фантазиленд
Фантазиленд је највећи парк  на тему Дизнијевих анимираних филмова. У парку се  налази 197 стопа (60 м) висок Зачарани замак из књиге прича, посвећених Дизнијевим принцезама. Замак је највећи у било ком Дизнијевом тематском парку и садржи следеће тематске целине: краљевску банкетну салу, ресторан, бутик  и путовање до Кристалне пећине,  вожњу чамцем око и испод замка која госте води поред сцена из многих Дизнијевих цртаних филмова.
Атракције укључују воз са рудником седам патуљака, Лет Петра Пана, Многобројне авантуре Винија Пуа, По први пут заувек: Залеђена прослава певања, Алисин радознали лавиринт, лавиринт од живе ограде инспирисан верзијама из 1951. и 2010.  и вожња у стилу Чајки заснована  на тему Многобројних авантура Винија Пуа.

### Вртови маште
Вртови маште пружају посетиоцима најтрадиционалније кинеско искуство и дају  поглед на „чуда природе и радост маште.“ У овој земљи може  се провозати на вртешки Фантазија и летећем слону Дамбу и шетати кроз  седам јединствених тематских вртова,  на површини од око 11 хектара, заснованих на дванаест жвотиња кинеског зодијака.
У једном од  павиљона посетиоци се сусрећу и поздрављају са Марвеловим ликовима. Забава укључује представе на позорници у замку, као и бројне ноћне представе параду са музичком подлогом и живописним извођачима дуж најдуже парадне руте у Дизнијевом парку.

### Парк Прича о играчкама
Овај део парка са темом из филма Приче о играчкама,а настао је у склопу првог проширење парка. Свечано је отворено 26. априла 2018. године.
Првобитни планови за Шангајски Дизниленд предвиђали су да у простору Приче о играчкама буду три вожње, два ресторана, позорница и сувенирница. Каафе ресторан је отворен на дан отварања, у стилу у Тои приче.

### Град Зоотопиа (Будућност)
Отворен 22. јануара 2019. године, овај тематски део парка под називом Град Зоотопиа, заснован је на анимираном филму Зоотопиа. Поред Фантазиленда, то је била прва област са темом Зоотопије у било ком Дизнијевом парку широм света. Зоотопија има велику атракцију са веома напредном технологијом која оживљава истоимени филм. Поред забаве град нуди и богату понууду, робе и пића.

## Железнички превоз
| Назив                | Локација       | Слика                 | Покретачки погон           | Ширина колосаке            | Отворено        | Затворено | Напомена                                              |
| -------------------- | -------------- | --------------------- | -------------------------- | -------------------------- | --------------- | --------- | ----------------------------------------------------- |
| Станица Дизни Ризорт | Главна станица | Disney Resort station | Електрични (надземна жица) | 1,435 mm стандардна ширина | 26. април 2016. | –         | Опслужује га линија 11 мреже брзих транзита у Шангају |

## Улазнице и посете парку
Улазница за Шангај Дизниленд
Улазнице за парк су пуштене у продају 28. марта 2016. по двостепеној шеми цена.  У већини дана, дневне карте за одрасле коштаће 370 CNY, док ће једнодневне карте за децу и старије коштати 280 CNY, отприлике 20% јефтиније од хонгконшког Дизниленда (који наплаћује 539 HKD  за једнодневну карту за одрасле).  
Током периода веће гужве, укључујући прве две недеље рада парка, дневне карте за одрасле коштале су 499 CNY, док су карте за децу и старије коштале 375 CNY. Ово је први Дизнијев парк који ће имати различите цене.
Према Интернационалном бизнис тајмсу (ИБТ), еквивалентна цена улазница за парк у доларима је око 75 УСД за одрасле и 60 УСД за децу током празника и викенда, и око 60 УСД за одрасле и 45 УСД за децу радним данима. ИБТ напомиње да је  дводневна викенд карта за две одрасле особе и једно дете близу кинеској просечној месечној плати у граду.
Карте за дан отварања распродате су за неколико сати након што су пуштене у продају у поноћ, 28. марта 2016. године. Међутим, већи број карата је пуштено у продају и неколико дана пре званичног дана отварања. 
Број посетилаца
| 2016      | 2017       | 2018       | 2019       | 2020      | Ранг на свету |
| --------- | ---------- | ---------- | ---------- | --------- | ------------- |
| 5,600,000 | 11,000,000 | 11,800,000 | 11,210,000 | 5,500,000 | 2             |